# Peltodytes mexicanus
Peltodytes mexicanus is een keversoort uit de familie watertreders (Haliplidae). De wetenschappelijke naam van de soort is voor het eerst geldig gepubliceerd in 1883 door Wehncke.